# 蒂根·利瓦伊
蒂根·利瓦伊（英語：Teagan Levi，2003年8月14日—），澳大利亚女子七人制橄榄球运动员。她曾代表澳大利亚参加2022年英联邦运动会七人制橄榄球比赛，获得一枚金牌。

## 家庭
姐姐麦迪逊·利瓦伊。